# NGC 4758
NGC 4758 (również PGC 43707 lub UGC 8014) – galaktyka spiralna (Scd), znajdująca się w gwiazdozbiorze Warkocza Bereniki. Odkrył ją 21 marca 1784 roku William Herschel.